# D’Humy-System

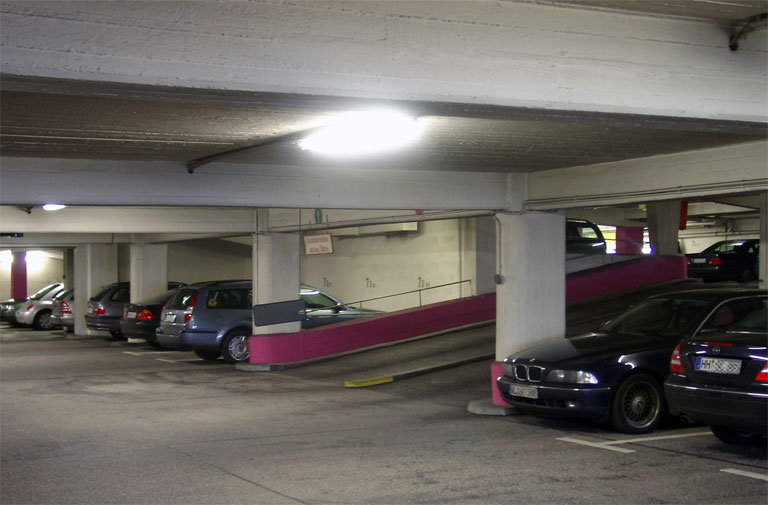
Erschließung im D’Humy-System

Das D’Humy-System (englisch auch: „split level“) ist eine Variante der Erschließung von Parkhäusern.
Bei dem D’Humy-System sind die Parkebenen anders als bei Parkbauten mit durchlaufendem Deck jeweils um eine halbe Geschosshöhe gegeneinander versetzt, so dass die Parkfläche bei guter Zugänglichkeit über Halbrampen maximal ausgenutzt wird. Das von Fernand E. d’Humy entworfene System wurde 1919 patentiert und galt als wichtigste Alternative zu dem von Max Miller erfundenen mechanischen Verfahren.